# Ramal de Viana-Doca
El Ramal de Viana-Doca (también referido, muchas veces, como Ramal da Doca-Viana) fue un tramo ferroviario, en Portugal, con una extensión de 2,313 km en ancho ibérico, que unía la Estación de Viana do Castelo, en la Línea del Miño, al puerto de la ciudad. Una conexión ferroviaria semejante, el Ramal del Puerto de Viana, está planeada desde comienzos de la década de 2000.

## Historia
El ramal, que servía esencialmente para el transporte de mercancías para el Puerto de Viana do Castelo, materiales para los Astilleros de Viana do Castelo y de personas que trabajaban en esos lugares (que viajaban acomodadas entre la carga), fue inaugurado el 20 de marzo de 1924.
El Ramal de Viana-Doca, sin ninguna obra arquitectónica en su recorrido, fue cerrado en el verano de 1988.

## Itinerario
El ramal salía de la Estación de Viana do Castelo por la Línea del Miño, en dirección a Valença, y, 100 metros después, giraba a la izquierda en dirección a la costa, pasando por la Iglesia de Nossa Senhora da Agonia, siguiendo hasta los Astilleros de Viana do Castelo, terminando en el muelle del puerto.

## Actualidad
Después de su total desactivación, en 1988, el ramal, por Resolución del Consejo de Ministros n.º 102/99, del 9 de septiembre de 1999, fue suprimido del dominio público ferroviario y los terrenos pasaron a posesión de la Cámara Municipal de Viana do Castelo para la reestructuración urbanística y viaria de la zona.